# Sophie Allart
Sophie Allart, anche nota come Sophie Gabriac dopo il suo matrimonio nel 1836 (Parigi, 28 febbraio 1804 – Roma, 18 febbraio 1870), è stata una pittrice francese.
Fu una studente di Ingres, una specialista del ritratto ed espose al Salone dal 1827 al 1834, più un'ultima volta nel 1843.

## Biografia

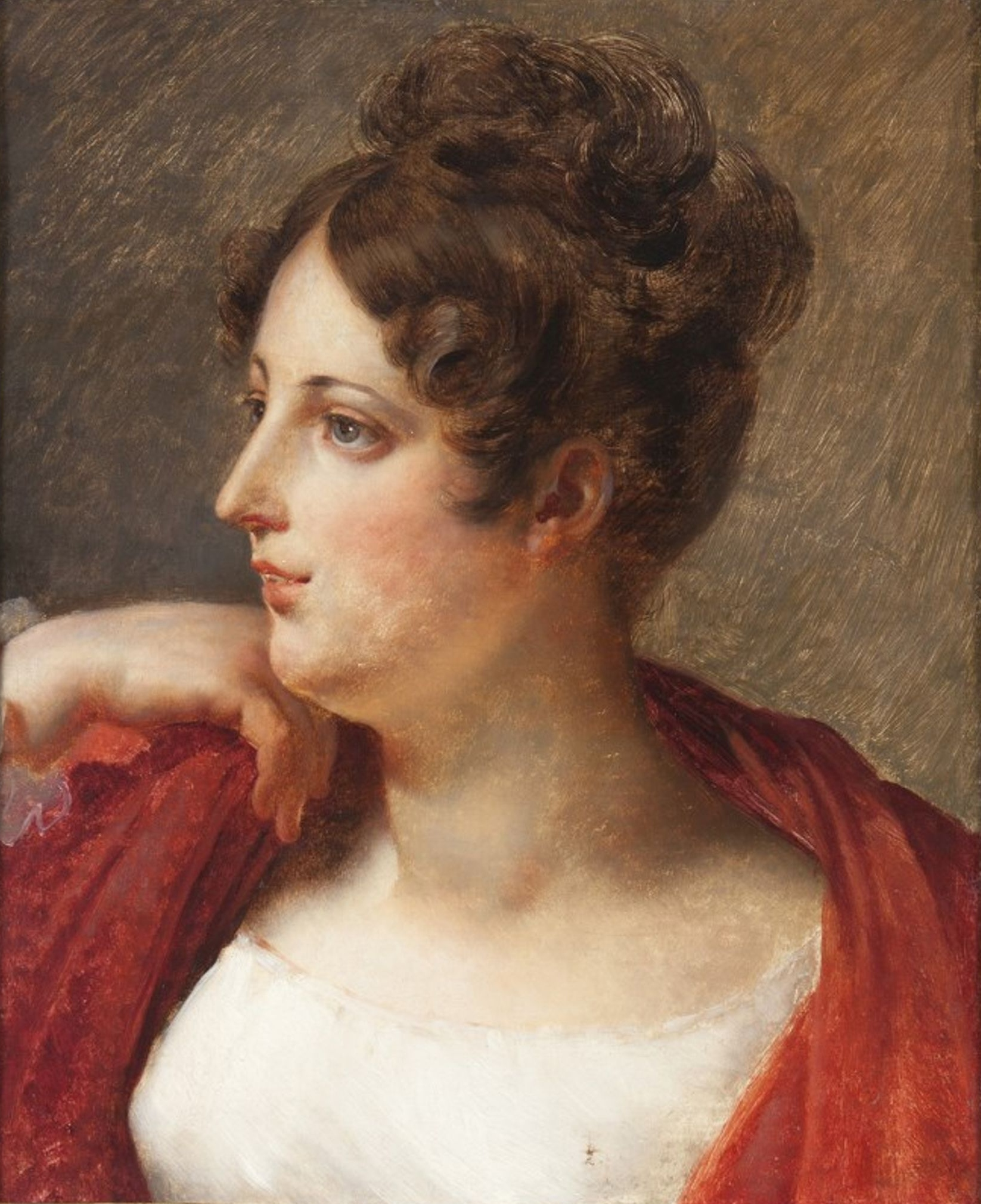
Ritratto di Hortense Allart, 1829 circa

Nata a Parigi l'otto ventoso dell'anno XII (28 febbraio del 1804), Sophie-Marie-Gabrielle Allart era la figlia dell'uomo d'affari Gabriel Allart e della traduttrice e romanziera Marie-Françoise Gay, detta Mary Gay. Anche sua sorella maggiore, Hortense Allart, divenne una donna di lettere.
Sophie Allart divenne una studente di Ingres dopo il ritorno di quest'ultimo a Parigi nell'autunno nel 1824 e strinse con lui un'amicizia duratura. Ingres avrebbe realizzato un suo ritratto nel 1836, che oggi si trova nel dipartimento di arti grafiche del museo del Louvre.
Nel corso degli anni 1820 ella realizzò molti dipinti per la quadreria del duca d'Orléans (il futuro re Luigi Filippo), tra i quali molte copie di vecchi ritratti, ma anche dei ritratti per alcuni dei suoi figli.
Essendo una grande viaggiatrice, come sua madre prima di lei, fece molti viaggi in Italia. Il suo primo viaggio noto a Roma risale al 1826. Nel 1827 circa era di ritorno a Parigi per presentare per la prima volta i suoi quadri al Salone: uno "studio dal vero" e un ritratto.
Durante un soggiorno a Roma, ella conobbe un negoziante francese che si era stabilito nell'Urbe, Benjamin Gabriac, che avrebbe sposato nel 1836. Sophie Gabriac morì a Roma il 18 febbraio del 1870 e venne sepolta nel cimitero inglese della città.
Dei quadri di Sophie Allart sono conservati al museo Condé di Chantilly, al museo di belle arti e di archeologia di Troyes e alla casa di Chateaubriand di Châtenay-Malabry.

## Opere

### Opere esposte alle mostre collettive
Elencate in ordine cronologico
- Parigi, Salone del 1827:
  - Etude d'après nature (n. 3)

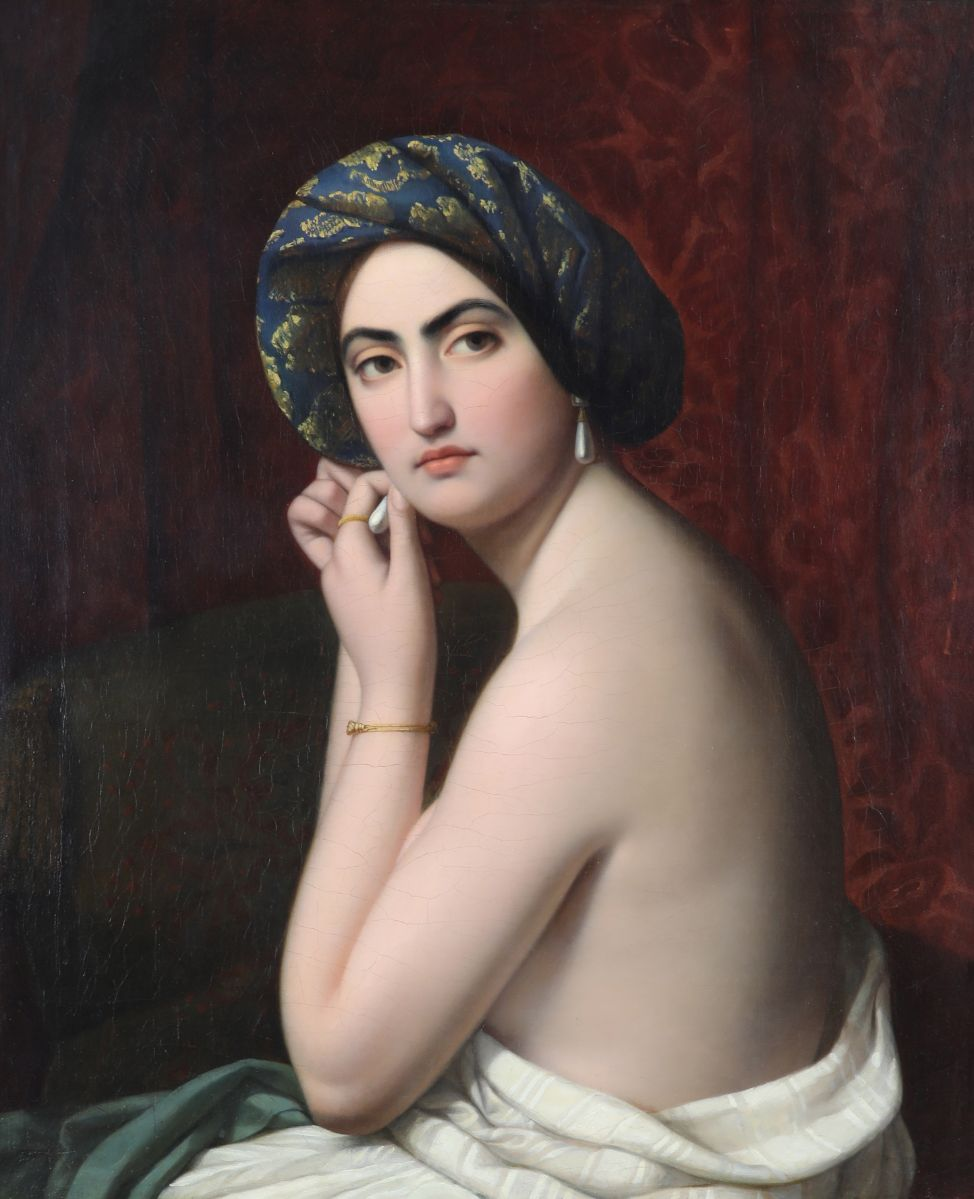
Odalisque, 1843

  - Un ritratto (2e supplément, n. 1592)

- Parigi, Salone del 1831:
  - Ritratto di M. Anatole O'D. (2e supplément, n. 2671) — Probabilmente un ritratto di Sigismond Anatole O'Donnell (1822-1879), figlio di sua cugina di primo grado Élisa-Louise Gay.

- Parigi, Salone del 1833:
  - Ritratto di M. J. Vatout (n. 21) — Ritratto di Jean Vatout
  - Ritratto di Madame M... (n. 22)
  - Ritratto di Mademoiselle ... (n. 23) — Probabilmente la figlia di Henri Duval[10]

- Parigi, Salone del 1834:
  - Ritratto di Mademoiselle Louise L... (n. 20)
  - Ritratto di un bambino (n. 21)
  - Ritratto di una ragazza (n. 22)

- Marsiglia, Salone, 1842 (come Madame Sophie Gabriac)
  - Une jeune romaine (n. 34)
  - Jeune paysanne des environs de Rome (Portrait) (n. 35)

- Parigi, Salone del 1843 (come Madame Gabriac):
  - Odalisque (n. 467), olio su tela, 75 × 63 cm, Troyes, museo di belle arti e di archeologia (museo Saint Loup), numero d'inventario 875.3.4.[8]

### Copie
Copie realizzate per il duca di Orléans
- Madame de La Vallière (da una miniatura originale appartenuta a Maria Adelaide di Borbone, duchessa d'Orléans), 1823, 76,2 × 50,8 cm , esposta nel 1825 al Palais-Royal;[3] distrutto nell'incendio del castello di Neuilly nel 1848.[11]
- Elisabetta Carlotta d'Orléans, duchessa di Lorena, 1823, 73,66 × 53,34 cm, esposta nel 1826 al Palais-Royal;[12] distrutto nell'incendio del castello di Neuilly nel 1848.[11]
- Carlo di Francia, duca di Berry, 1823, 68,58 × 55,88 cm, esposta 1826 al castello d'Eu;[13] danneggiato durante il saccheggio del Palais-Royal nel 1848.[14]
- Luigi di Francia, duca di Borgogna (1682-1712), copia da François de Troy, olio su tela, 73 × 63 cm, collezione della regina Maria Amalia (1866), poi di suo figlio il duca d'Aumale; Chantilly, museo Condé, numero d'inventario PE 650;[7] restaurato nel 2000 da Florence Adam.[15]
- Mademoiselle de Clermont (da un pastello di Rosalba Carriera), 1823, 68,58 × 55,88 cm, esposta nel 1826 al Palais-Royal;[16] venduta all'asta a Parigi tra il 28 aprile del 1851 e i giorni successivi.[17]
- Anna Carlotta di Lorena, badessa di Remiremont, 1823, 73,66 × 50,8 cm, esposta nel 1826 al Palais-Royal;[18] distrutto nell'incendio del castello di Neuilly nel 1848.[11]
- Carlo Ferdinando Luigi Filippo Emanuele d'Orléans, duca di Penthièvre, 1824, 55,88 × 45,72 cm, esposta nel 1826 al castello d'Eu.[19]
- Enrico Eugenio Filippo Luigi d'Orléans, duca d'Aumale, 1824, 53,34 × 45,72 cm, esposta nel 1826 al Palais-Royal;[20] distrutto nell'incendio del castello di Neuilly nel 1848.[14]

Copie realizzate per il re Luigi Filippo o per lo stato
- Ritratto del Luigi Filippo, copia, olio su tela, commissionato all'artista e acquistato nel 1831, pagato 800 franchi, in deposito dal 1841 nel municipio di Aurillac, collezione del centro nazionale di arti plastiche, inventario FNAC PFH-6041.[21][22]
- Ritratto del Luigi Filippo, copia, olio su tela, commissionato all'artista e acquistato nel 1831, pagato 800 franchi, in deposito dal 1841 nel municipio di Bourges, collezione del centro nazionale di arti plastiche, inventario FNAC PFH-4342.[23][24]
- Ritratto di Gastone d’Orléans, copia realizzata per il re Luigi Filippo, 1833, ubicazione attuale sconosciuta.
- Ritratto del cardinale di Richelieu, copia realizzata per il re Luigi Filippo, 1833, ubicazione attuale sconosciuta.
- Ritratto in busto del maresciallo Davoust, copia realizzata per il re Luigi Filippo per l'hôtel des Invalides, 1834, ubicazione attuale sconosciuta.

### Altre opere

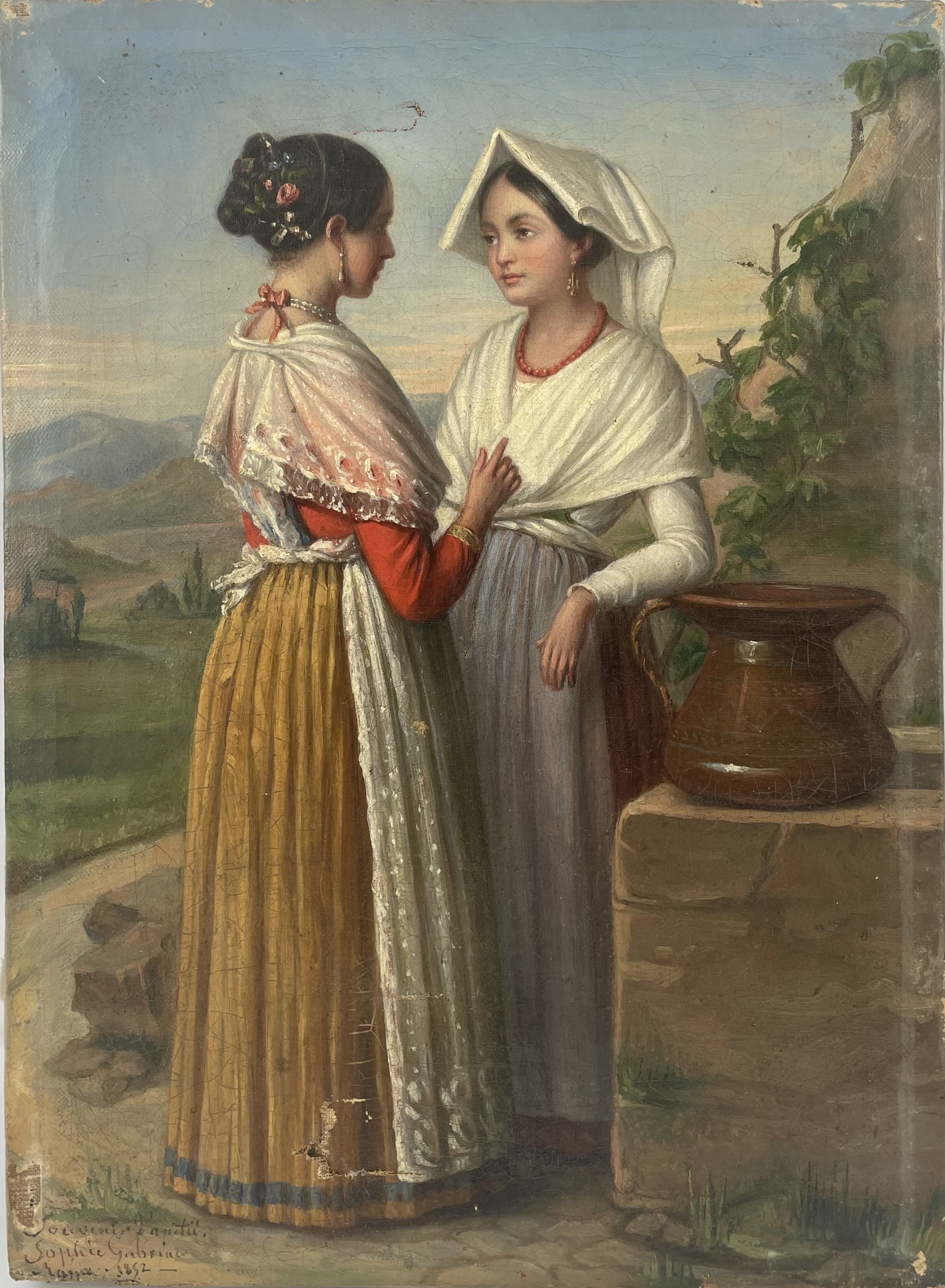
Due donne al pozzo, 1852

- Ritratto di Hortense Allart (sorella dell'artista), dipinto a Roma, 1829 circa, olio su tela, 46,5 × 38,2 cm, Châtenay-Malabry, Vallée-aux-Loups (casa di Chateaubriand), D P 961.4.[9]
- Due donne al pozzo, 1852, olio su tela, 32,5 × 24 cm, venduta all'asta da Auctie's, il 15 agosto del 2024, lotto 193.